# 송평
송평(宋平, ? ~ ?)은 전한 말기의 관료로, 자는 차군(次君)이다.

## 행적
건시 원년(기원전 32년), 홍농태수에서 경조윤으로 승진하였다.

## 출전
- 반고, 《한서》 권19하 백관공경표 下

| 전임 왕창 | 전한의 경조윤 기원전 32년 ~ 기원전 31년? | 후임 견존 |